# Thure de Thulstrup
Thure de Thulstrup (5 de abril de 1848-9 de junio de 1930), nacido como Bror Thure Thulstrup, fue un ilustrador de origen sueco que, después de emigrar a Estados Unidos, se convirtió en uno de los principales ilustradores allí, con la colaboración de numerosas revistas, incluyendo tres décadas de trabajo en la revista Harper's Weekly. Thulstrup ilustró principalmente escenas militares históricas.

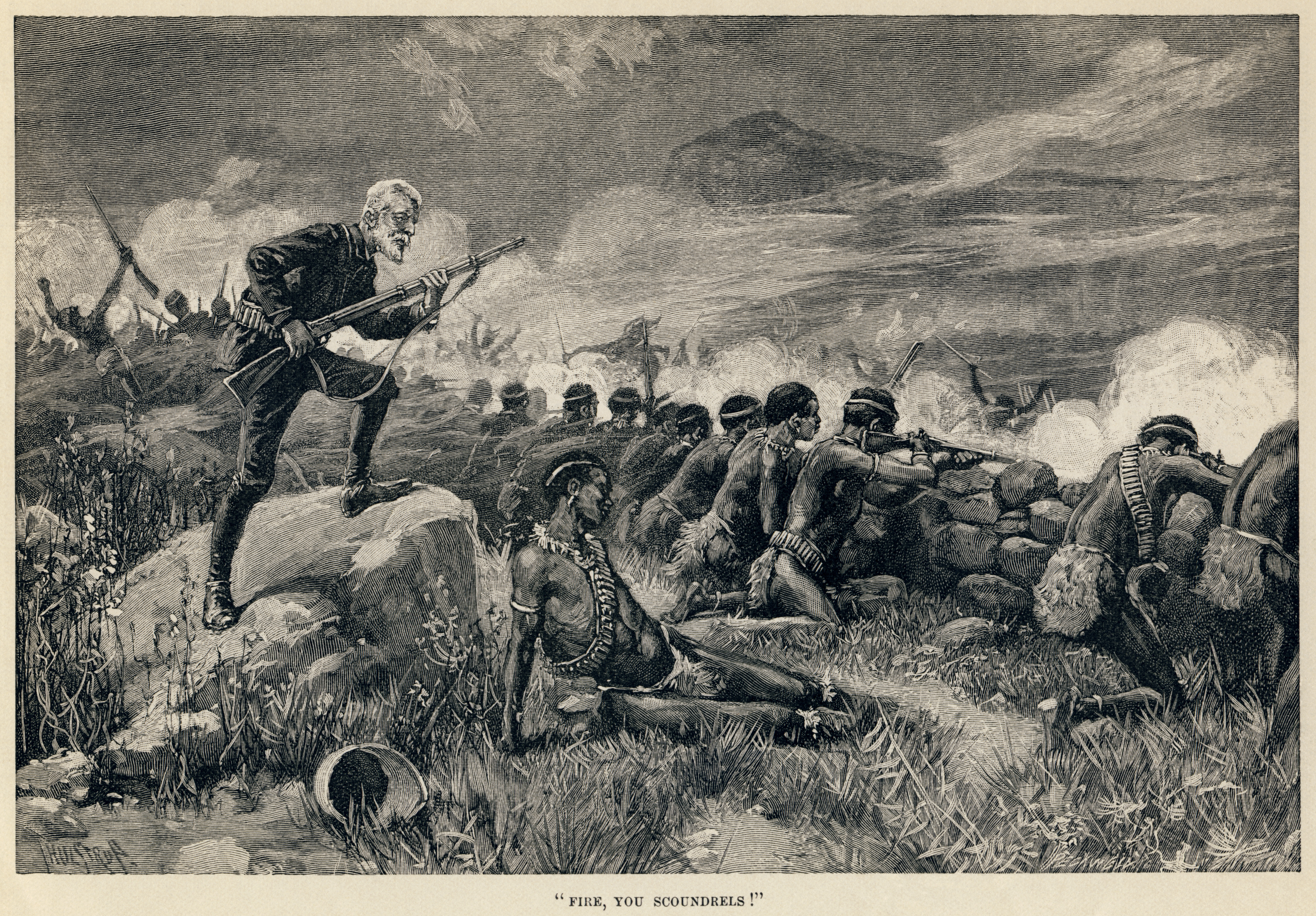
Ilustración de 1888 por Thulstrup para la Maiwa's Revenge de H. Rider Haggard en su publicación seriada de Harper's Magazine: Allan Quatermain, después de haber esperado hasta el último minuto, ordena a sus hombres disparar.
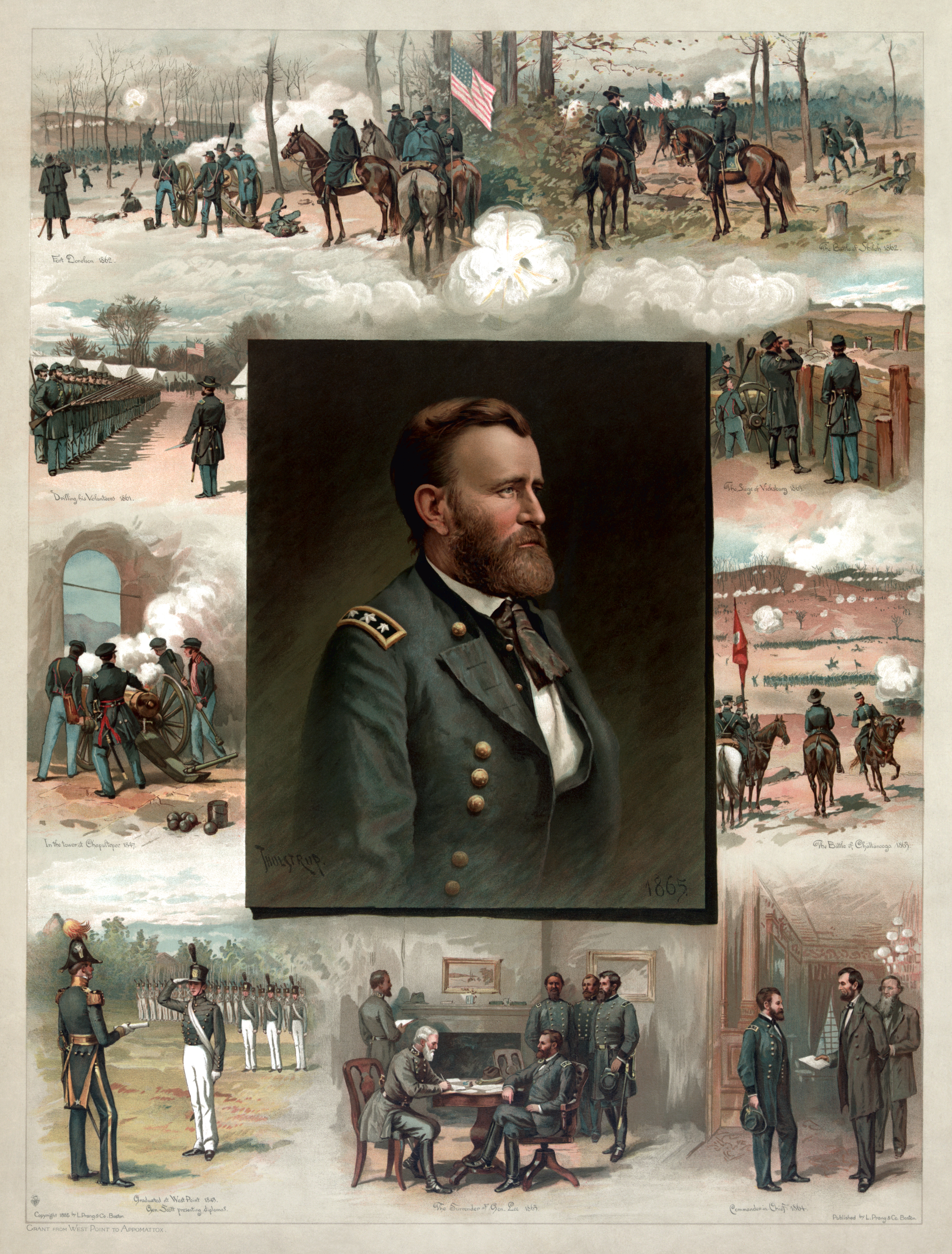
Grant from West Point to Appomattox, una litografía de 1885 por Thure de Thulstrup.[nota 1]

## Otras lecturas
- B., J., "Bror Thure Thulstrup," in Dictionary of American Biography, Vol. XVIII, 1936, pp. 512–513.
- H., P.G., "Thure de Thulstrup," The Book Buyer, Vol. XII, 1895, pp. 439–441,
- Harrington, Peter, "Thure de Thulstrup," Military Illustrated, No. 75, August 1994, pp. 34–35.
- Maxwell, Perriton, "A painter in black and white," The Quarterly Illustrator, Vol. 1, Jan-March 1893, pp. 48–55.
- Obituary, New York Times, Tuesday, June 10, 1930, page 27.
- "The Work of Thure de Thulstrup," Truth, Vol. XVIII, No. 1, January 1899, pp. 3–5.